# Форна, Аминатта
Аминатта Форна (англ.  Aminatta Forna, ноябрь 1964, Глазго) — британская писательница афро-шотландского происхождения.

## Биография
Отец — врач из Сьерра-Леоне (Западная Африка) Мохамед Форна, проходивший практику в Глазго, мать Морин Кристисон — из Шотландии. Девочке исполнилось полгода, когда семья уехала в Сьерра-Леоне. Вскоре родители разошлись. Отец женился на местной уроженке, занялся политикой. Он вошел в правительство, став министром финансов, но в 1970 был необоснованно обвинен тогдашним премьером (с 1971 — президентом) в предательстве и арестован. Хотя международная амнистия объявила его узником совести и ходатайствовала об освобождении, в 1975 он, вместе с 14-ю другими высшими чинами государства, был казнен в тюрьме Фритауна (повешен — см.: ).
Все эти годы Аминатта провела с мачехой, а после смерти отца вернулась к «шотландской матери», бывшей замужем за дипломатом ООН. Жила с семьей матери в Иране, Таиланде, Замбии. Окончила юридический факультет университетского колледжа в Лондоне. В 1979—1989 работала на радио и телевидении Би-би-си, в 1990-х — 2000-х сняла три документальных фильма об Африке.
В 2003 опубликовала автобиографическую книгу «Дьявол, плясавший на воде. Воспоминания дочери об отце, семье, стране и континенте», в основу которой легли события её детства. Книга имела большой успех: передавалась по радио Би-би-си и др. Значительным успехом пользовались и три последовавшие за автобиографией романа Аминатты Форна. Кроме того, она пишет новеллы (одна из них вошла в финал премии BBC National Short Story Award в 2010), её эссе и статьи печатаются в газетах и журналах Granta, The Times, The Observer, Vogue.
В 2012 она вместе с другими девятью писателями участвовала в создании фильма Ричарда Роббинса о детях из 10 развивающихся стран 10х10 , другое название — Girl Rising (, , ), фильм был показан в 2013 на кинофестивале Сандэнс.
Живёт с мужем в Лондоне. Входит в художественный совет Королевского национального театра. В 2013 была в составе жюри Букеровской премии (). Профессор литературного мастерства в Bath Spa University, с сентября 2013 — Sterling Brown Distinguished Visiting Professor в Williams College (Уильямстаун, Массачусетс). Входит в консультативный совет НКО African Writers Trust.

## Произведения
- Мать всех мифов: как общество формирует и сковывает матерей/ Mother of all myths: how society moulds and constrains mothers, HarperCollins Publishers, 1998
- Дьявол, плясавший на воде/ The Devil that Danced on the Water, Grove Pres, 2003 (шорт-лист премии Сэмюэла Джонсона)
- Камни предков/ Ancestor Stones, Atlantic Monthly Press, 2006 (номинация на Дублинскую литературную премию, 2007; Hurston-Wright Legacy Award за дебютный роман, 2007; немецкая премия LiBeratur, 2008; Aidoo-Snyder Book Prize, 2010), отмечена издательством Barnes & Noble как литературное открытие, выбор главного редактора газеты The New York Times, назван среди лучших романов года по версии газеты Washington Post и среди 10 лучших книг года, по версии The Listener Magazine
- Память любви/ The Memory of Love, Bloomsbury, 2010 (Литературная премия Британского содружества, 2010; номинация на Уорикскую литературную премию, 2010, на премию Оранж, 2011, на Дублинскую литературную премию, 2012, на Европейскую литературную премию, 2013); роман — в списке лучших книг года по версии газет Sunday Telegraph, Financial Times и Times, выбор главного редактора газеты New York Times.
- Человек напрокат/ The Hired Man, Bloomsbury, 2013 (роман о событиях в Сербской Краине, см.: )

## Признание
Член Королевского литературного общества. Книги писательницы переведены на 15 языков, включая турецкий.